# Marisa Olislagers
Marisa Christiane Wilhelmina Olislagers (Santpoort-Zuid, 9 settembre 2000) è una calciatrice olandese, difensore del Brighton & Hove e della nazionale olandese.

## Carriera

### Club
Olislagers ha iniziato la sua carriera con il club della sua città natale, il BVC Bloemendaal, all'età di otto anni. A livello giovanile ha poi giocato per RKVV DSS, Telstar e CTO Amsterdam.
Nell'aprile 2018 firma un contratto con l'ADO Den Haag per la stagione entrante, dove debutta il Eredivisie, massimo livello del campionato olandese. Il tecnico Arend Regeer la schiera già dalla 1ª giornata di campionato, il 7 settembre 2018, nella sconfitta esterna per 2-0 con l'Excelsior/Barendrecht. Nella sua prima stagione con il club dell'Aia marca 23 presenze e 3 reti, conclude il campionato al 4º posto della seconda fase per l'assegnazione del titolo giungendo in semifinale di Coppa. Il 13 giugno 2019 ha prolungato il contratto con il club per un'altra stagione. L'arrivo del nuovo tecnico Sjaak Polak non muta la fiducia in Olislagers, schierandola con continuità per tutta la prima parte del campionato, marcando 11 presenze e segnando una rete prima della sospensione come misura di prevenzione alla pandemia di COVID-19.
Nell'aprile 2020 decide di trasferirsi alle campionesse in carica del Twente per la stagione entrante. Gli anni successivi son quelli di maggior successo del difensore, condividendo con le compagne i risultati del Twente che vince nuovamente il titolo di Campione dei Paesi Bassi nei campionati 2020-2021 e 2021-2022. Questi risultati consentono a Olislagers, prima sotto la guida tecnica di Tommy Stroot e poi, dopo il suo trasferimento al Wolfsburg, di Robert de Pauw, di accedere alla UEFA Women's Champions League alle edizioni 2020-2021 e 2021-2022.
Nell'estate 2024 coglie l'occasione per disputare il suo primo campionato estero, siglando un contratto con le inglesi del Brighton & Hove.

### Nazionale
Olislagers inizia a essere convocata dalla Federcalcio olandese nel 2015, indossando in quell'anno la maglia della formazione Under-15, per poi continuare negli anni seguenti tutta la trafila delle giovanili dall'Under-16.
Con l'formazione Under-17 disputa sia le qualificazioni all'Europeo di Bielorussia 2016, senza riuscire ad accedere alla fase finale, che la fase finale dell'Europeo di Repubblica Ceca 2017, condividendo con le compagne in quest'ultima edizione il percorso giunto alle semifinali.
Dal 2017 è convocata con l'Under-19, con la quale partecipa agli Europei di Svizzera 2018 e, raggiungendo le semifinali, Scozia 2019, e infine con l'Under-23 dal 2019 al 2021.
Entrata nel giro della nazionale maggiore dal 2021, viene convocata dal commissario tecnico Mark Parsons in occasione dell'amichevole del 29 novembre 2021 con il Giappone, nella quale debutta rilevando Renate Jansen al 76' nell'incontro terminato a reti inviolate. In seguito Parsons continua a concederle fiducia, chiamandola per l'edizione 2022 del Tournoi de France e alle qualificazioni al Mondiale di Australia e Nuova Zelanda 2023. Dopo aver marcato 5 presenze complessive tra amichevoli, qualificazioni al Mondiale e Tournoi de France, nel maggio 2022 viene inserita nella lista delle 23 giocatrici convocate per il campionato europeo in programma dal 6 al 31 luglio 2022

## Palmarès

### Club
- Campionato olandese: 3

Twente: 2020-2021, 2021-2022, 2023-2024
- Coppa dei Paesi Bassi: 1

Twente: 2022-2023
- Supercoppa dei Paesi Bassi: 2

Twente: 2022, 2023